# Ziltoid the Omniscient
Ziltoid the Omniscient osmi je studijski album kanadskog glazbenika Devina Townsenda. Dana 21. svibnja 2007. objavile su ga njegova diskografska kuća HevyDevy Records i InsideOut Music.
Konceptualni je album o izvanzemaljskom biću imena Ziltoid s planeta Ziltoidia 9. Ziltoid dolazi na Zemlju da bi pronašao "najbolju šalicu kave u vašem svemiru". Nakon što mu se dostavi ta šalica kave, odmah mu se zgadi njezin okus, izjavi da je "smrdljiva" i pozove ziltoidske vojne zapovjednike da napadnu Zemlju, koji se potom suočavaju s cijelom Zemljinom vojskom. Townsend je opisao uradak kao glazbenu mješavinu Strapping Young Lada i The Devin Townsend Banda s pričom nalik na onu na albumu Cooked on Phonics grupe Punky Brüster.
Album je objavljen pod Townsendovim imenom; Townsend je skladao, odsvirao i miksao sve pjesme te je bio jedini producent na uratku. Sve bubnjarske dionice nastale su uz pomoć EZdrummera, softverskog bubnjarskog stroja, točnije njegovim proširenjem Drumkit from Hell.
Townsend je 2. srpnja 2010. na glazbenom festivalu Tuska Open Air u Helsinkiju održao ekskluzivan koncert tijekom kojeg je odsvirao sve pjesme s albuma, dok se nastup dan poslije sastojao od uobičajenog seta pjesama Devin Townsend Projecta.
Godine 2014. Townsend je izjavio da je počeo snimati album Z², nasljednika izvorne rock-opere. Snimanje je počelo u svibnju 2014., a sam je uradak objavljen 27. listopada 2014. godine.

## Pozadina
Townsendova supruga Tracy Turner 4. listopada 2006. rodila je njihova prvog sina Reynera Liama Johnstana Townsenda. U to je vrijeme Townsend prestao odlaziti na turneje sa svojim skupinama Strapping Young Lad i The Devin Townsend Band, a kao razlog je naveo to da su ga odlasci na turneje i intervjui potpuno izmorili. Otprilike je u to doba objavio i album ambijentalne glazbe The Hummer.
Nakon toga je počeo raditi na sljedećem samostalnom uratku pod imenom Ziltoid the Omniscient. "I doista jest samostalan album, kako i sama riječ kaže", objasnio je. "Nije tu bilo nikoga. Četiri sam mjeseca radio samostalno. Snimio sam svaku instrumentalnu dionicu i programirao sve bubnjarske dionice. ... Bio sam inženjer zvuka i producent te sam miksao svaku notu u svojem podrumu koristeći se najmanjom količinom opreme. Želio sam si dokazati da to sve mogu učiniti bez ikakve pomoći." Programirao je bubnjeve koristeći se Drumkit from Hellom, softverskim bubnjarskim strojem koji mu je poklonio Fredrik Thordendal iz Meshugge.
"Color Your World" sadrži ritmički uzorak koji Morseovim kodom oblikuje riječ "om"; taj se uzorak prvotno pojavio na skladbi "Info Dump" na albumu Alien Strapping Young Lada. Također aludira i na skladbu "Voices in the Fan" s Ocean Machinea. "Hyperdrive" je naknadno ponovno snimljena za uradak Addicted.

## Objava
Townsendova je nezavisna diskografska kuća HevyDevy Records objavila album 21. svibnja 2007. godine. U Kanadi ga je distribuirao HevyDevy, u Japanu Sony, a u Europi InsideOut. Objavljena je i posebna inačica s dvama diskovima koja je sadržavala tri dodatne skladbe i multimedijalne materijale. Među njima su "Instrukcije za sviranje gitare" tijekom kojih Townsend svira dijelove pjesama "Wrong Side" grupe Strapping Young Lad i "Truth", pritom govoreći o opremi kojom se služi tijekom snimanja i nastupa te pet šaljivih epizoda u kojima glumi Ziltoidov lutak, a koje su se izvorno prikazivale na MySpaceu.

## Popis pjesama
Tekstovi i glazba: Devin Townsend. 
| 1.    | »ZTO«                     | 1:17 |
| 2.    | »By Your Command«         | 8:09 |
| 3.    | »Ziltoidia Attax!!!«      | 3:42 |
| 4.    | »Solar Winds«             | 9:46 |
| 5.    | »Hyperdrive«              | 3:47 |
| 6.    | »N9«                      | 5:30 |
| 7.    | »Planet Smasher«          | 5:45 |
| 8.    | »Omnidimensional Creator« | 0:48 |
| 9.    | »Color Your World«        | 9:44 |
| 10.   | »The Greys«               | 4:15 |
| 11.   | »Tall Latte«              | 1:03 |
| 53:52 |                           |      |

| Bonus disk s posebne inačice albuma | Bonus disk s posebne inačice albuma                      | Bonus disk s posebne inačice albuma | Bonus disk s posebne inačice albuma | Bonus disk s posebne inačice albuma | Bonus disk s posebne inačice albuma | Bonus disk s posebne inačice albuma | Bonus disk s posebne inačice albuma | Bonus disk s posebne inačice albuma | Bonus disk s posebne inačice albuma |
| Br.                                 | Skladba                                                  | Trajanje                            |                                     |                                     |                                     |                                     |                                     |                                     |                                     |
| ----------------------------------- | -------------------------------------------------------- | ----------------------------------- | ----------------------------------- | ----------------------------------- | ----------------------------------- | ----------------------------------- | ----------------------------------- | ----------------------------------- | ----------------------------------- |
| 1.                                  | »Don't Know Why« (poznata i kao "Messages from Ziltoid") | 7:34                                |                                     |                                     |                                     |                                     |                                     |                                     |                                     |
| 2.                                  | »Travelling Salesman«                                    | 2:14                                |                                     |                                     |                                     |                                     |                                     |                                     |                                     |
| 3.                                  | »Another Road«                                           | 4:29                                |                                     |                                     |                                     |                                     |                                     |                                     |                                     |
| 14:17                               |                                                          |                                     |                                     |                                     |                                     |                                     |                                     |                                     |                                     |

## Zasluge
| Devin Townsend - Devin Townsend – vokali, gitara, bas-gitara, klavijature, programiranje bubnjeva, produkcija, miksanje, tonska obrada Dodatni glazbenici - Dave Young – dodatni vokali, tonska obrada - Brian Waddell – dodatni vokali | Ostalo osoblje - U. E. Nastasi – mastering - Fredrik Thordendal – pomoć u programiranju bubnjeva - Mike Young – tonska obrada - Travis Smith – naslovnica |